# Mona Obaidli
Mona Obaidli (født 7. februar 1997) er en norsk håndboldspiller, som spiller for den danske klub Nykøbing Falster Håndboldklub.

## Karriere
Obaidli startede sin håndboldkarriere i Molde HK, her spillede hun indtil sommeren 2023, hvor hun skiftede til Danmark for at tørne ud for Nykøbing Falster Håndboldklub.
Hun har i sine ungdomsår været en del af det norske ungdomslandshold. Hun repræsenterede således Norge ved U-20 VM i 2016, hvor holdet endte på en femte plads.
Obaidli har i sin seniorkarriere ved flere lejligheder været en del af det norske B-landshold.